# ای‌دی شیر
ای‌دی شیر یک ستاره است که در صورت فلکی شیر قرار دارد.